# Josef Hádek
Josef Hádek (26. května 1922, Bozkov u Semil – 13. července 2009, Město Albrechtice) byl kněz v litoměřické diecézi.

## Život
Na kněze byl vysvěcen 8. dubna 1950 předčasně a tajně biskupem Trochtou v soukromé kapli biskupské rezidence. Spolupracoval s Františkem Rabasem, tajným generálním vikářem a když František Rabas očekával zatčení, byl Josef Hádek jmenován tajným generálním vikářem po něm. Působil jako kaplan v Horním Litvínově a od roku 1951 jako administrátor v dnes již zaniklých Ervěnicích a v Holešicích, kde byl roku 1954 zatčen a odsouzen za velezradu k 14 letům vězení. V roce 1960 byl na amnestii propuštěn z vězení s podlomeným zdravím, ale stále sledován StB. Od 15. srpna 1980 byl duchovním správcem ve farnosti Bozkov. Později byl zbavený kněžské služby a pracoval jako pomocný dělník. Dále pak jako účetní v Okresním stavebním podniku Semily. V roce 1982 přišel jako duchovní správce k sestrám boromejkám nejdříve do ÚSP v Podlesí a poté od roku 1988 do Města Albrechtic.